# Castellserà
Castellserà – gmina w Hiszpanii, w prowincji Lleida, w Katalonii, o powierzchni 15,86 km². W 2011 roku gmina liczyła 1089 mieszkańców.